# Петровце (Собранце)
Петровце (слч. Petrovce) насељено је мјесто са административним статусом сеоске општине (слч. obec) у округу Собранце, у Кошичком крају, Словачка Република.

## Становништво
| Година:    | 1994. | 2004.    | 2014.   | 2024.   |
| ---------- | ----- | -------- | ------- | ------- |
| Број људи: | 306   | 234      | 214     | 211     |
| Разлика:   |       | -23,52 % | -8,54 % | -1,40 % |

| Година:    | 2023. | 2024.   |
| ---------- | ----- | ------- |
| Број људи: | 207   | 211     |
| Разлика:   |       | +1,93 % |

Према подацима о броју становника из 2023. године насеље је имало 207 становника.<r